# Енарес
Енарес (ісп. Henares, МФА: [eˈnaɾes]) — річка в Іспанії, в Мадридському окрузі. Притока Харами. Назва походить від ісп. henar, «солом'яне поле». Бере початок у Міністранських горах, в селі Орна Гвадалахарської провінції. Має притоки Тороте, Сорбе, Канямарес, Сальдо тощо. Протікає через міста Алькала-на-Енаресі, Гвадалахара.

## Притоки
- Тороте
- Сорбе
- Канямарес
- Сальдо

## Міста
- Алькала-на-Енаресі
- Гвадалахара